# Cratere Jalkr
Jalkr è un cratere sulla superficie di Callisto.